# Бенюк і Хостікоєв
Бенюк і Хостікоєв — театральна компанія, заснована 1 жовтня 1999 року українськими акторами, Народними артистами України Богданом Бенюком та Анатолієм Хостікоєвим, а також Заслуженим діячем мистецтв України Мирославом Гринишиним. Основна діяльність компанії — постановка антрепризних театральних вистав.
«Домашні» спектаклі театральної компанії проходять у приміщенні київського театру імені Лесі Українки з періодичністю 2-3 вистави на місяць.

## Проєкти компанії
Театральні постановки
1. 1996 (друга версія — 2004) — комедія «Швейк» за мотивами роману Ярослава Гашека; реж. Мирослав Гринишин та Андрій Жолдак; сценограф Ярослав Нірод
2. 2001 — драма «Останній Дон-Кіхот» Марини та Сергія Дяченків; реж. Мирослав Гринишин; сценограф Олександр Семенюк
3. 2003 — комедія «Синьйор з вищого світу» Джуліо Скарніччі, Ренцо Тарабузі; реж. Анатолій Хостикоєв; продюсер Мирослав Гринишин; сценограф Ярослав Нірод
4. 2004 — драма «Про мишей та людей» за романом Джона Стейнбека; реж. Віталій Малахов; продюсер Мирослав Гринишин
5. 2005 — рок-опера «Біла ворона» Юрія Рибчинського, Геннадія Татарченка; реж. Анатолій Хостікоєв; продюсер Мирослав Гринишин; сценограф Марія Левитська
6. 2008 — музична драма «Задунаец за порогом» за мотивами опери «Запорожець за Дунаєм» Семена Гулака-Артемовского; реж. Анатолій Хостікоєв; продюсер Мирослав Гринишин; сценограф Андрій Романченко
7. 2011 — комедія «Люкс для іноземців» Девіда Фрімана[1]; продюсер Мирослав Гринишин; сценограф Андрій Романченко

DVD
- Рок-опера «Біла ворона»
- 2008 — Бенефіс Богдана Бенюка: Комедія «Швейк»
- 2010 — подарунковий комплект відео-записів 5-ти вистав: «Швейк», «Сеньйор з вищого світу», «Про мишей та людей», «Біла ворона» та «Задунаєць за порогом»

Аудіодиск
- 2004 — Божественна літургія святого отця нашого Йоана Золотоустого